# Euphrasia caucasica
Euphrasia caucasica är en snyltrotsväxtart som beskrevs av Juzepczuk. Euphrasia caucasica ingår i släktet ögontröster, och familjen snyltrotsväxter. Inga underarter finns listade i Catalogue of Life.